# Service non compris
Pour plus de détails, voir Fiche technique et Distribution.
Service non compris (Waiting…) est un film américain écrit et réalisé par Rob McKittrick (en), sorti en 2005.

## Synopsis
Dean 22 ans travaille depuis le lycée dans un restaurant comme serveur. Ne se prenant pas au sérieux il fait toujours des blagues avec ses collègues. Jusqu'au jour où il commence à se remettre en question à la suite de la rencontre avec son ancien meilleur ami Chett qui est devenu un riche ingénieur.

## Fiche technique
- Titre original : Waiting…
- Titre français : Service non compris
- Réalisation et scénario : Rob McKittrick
- Direction artistique : Morgan Blackledge
- Décors : Deborah Herbert
- Costumes : Jillian Kreiner
- Photographie : Matthew Irving
- Montage : Andy Blumenthal et David Finfer ; Shane A. Walsh (le segment documentaire)
- Musique : Adam Gorgoni (en)
- Casting : Anne McCarthy et Jay Scully
- Production : Jeff Balis (en)
- Sociétés de production : Eden Rock Media, Element Films, L.I.F.T. Production et Wisenheimer Films
- Sociétés de distribution : Lions Gate Films (cinéma et DVD)
- Pays d'origine : États-Unis
- Langue : anglais
- Format : couleur - 35 mm - 1,85:1 - son Dolby Digital
- Genre : comédie
- Durée : 94 minutes
- Dates de sortie :
  - France : 12 mai 2005 (Festival de Cannes)
  - États-Unis : 7 octobre 2005
  - Royaume-Uni : 19 mai 2006
- Sortie DVD :
  - France : 5 mai 2009[1]

Source : IMDb

## Distribution
- Ryan Reynolds (VF : Pierre Tessier) : Monty
- Anna Faris (VF : Karine Foviau) : Serena
- Justin Long (VF : Fabrice Trojani) : Dean
- David Koechner (VF : Jérôme Rebbot) : Dan
- Luis Guzmán (VF : Bernard Métraux) : Raddimus
- Chi McBride (VF : Thierry Desroses) : Bishop dit « le révérend »
- John Francis Daley (VF : Thomas Sagols) : Mitch
- Kaitlin Doubleday (VF : Chloé Berthier) : Amy
- Robert Patrick Benedict (VF : Ludovic Baugin) : Calvin
- Alanna Ubach (VF : Dorothée Pousséo) : Naomie
- Vanessa Lengies (VF : Edwige Lemoine) : Natasha
- Max Kasch (en)  : T-Dog
- Andy Milonakis (en) (VF : Brice Ournac) : Nick
- Dane Cook (VF : Pascal Nowak) : Floyd
- Jordan Ladd : Danielle
- Emmanuelle Chriqui (VF : Caroline Santini) : Tyla, la barmaid
- Wendie Malick : la mère de Monty
- Monica Monica : la mère de Dean
- Travis Resor : Chett Miller
- J. D. Evermore : Redneck
- Wayne Ferrara : Rocco
- Robb Conner : Bernardo
- Clay Chamberlin (VF : Yannick Blivet) : le serveur
- Skylar Duhe : Girly
- Ann Marie Guidry : la femme dessert

- Version française :
  - Direction artistique : Jérôme Pauwels

Source et légende : version française (VF) sur RS Doublage et selon le carton du doublage français sur le DVD zone 2.

## Production

### Tournage
Le tournage du film s'est déroulé à Paroisse de Jefferson, à Kenner et à La Nouvelle-Orléans, en Louisiane, aux États-Unis.